# Nationalstraße 310 (China)
Die Nationalstraße 310 (chinesisch 310国道, Pinyin 310 Guódào, englisch China National Highway 310), chin. Abk. G310, ist eine 1.613 km lange, in Ost-West-Richtung verlaufende Fernstraße im Osten Chinas in den Provinzen Jiangsu, Anhui, Henan, Shaanxi und Gansu. Sie beginnt bei Lianyungang an der Ostküste und führt über Xuzhou, Shangqiu und Kaifeng in die Metropole und Provinzhauptstadt Zhengzhou. Von dort führt sie weiter über Luoyang, Sanmenxia und Weinan in die Metropole und Provinzhauptstadt Xi’an. Der westliche Abschnitt verläuft von dort über Zhouzhi und Baoji nach Tianshui, wo sie in die Nationalstraße G316 einmündet. Die G310 verläuft parallel zum östlichen Teil der Autobahn G30.